# Теревенка
„Теревенка ” је југословенски ТВ филм први пут приказан 7. децембра 1987. године. Режирала га је Снежана Трибусон а сценарио је написао Павао Павличић.

## Улоге
| Глумац            | Улога |
| ----------------- | ----- |
| Звонимир Ференчић |       |
| Елиза Гернер      |       |
| Зоран Гогић       |       |
| Иво Грегуревић    |       |
| Зденка Хершак     |       |
| Илија Ивезић      |       |
| Зденко Јелчић     |       |
| Вида Јерман       |       |
| Славица Кнежевић  |       |

Остале улоге  ▼
| Глумац          | Улога |
| --------------- | ----- |
| Свен Ласта      |       |
| Фрањо Мајетић   |       |
| Нико Павловић   |       |
| Хермина Пипинић |       |
| Хрвоје Шолц     |       |
| Вилим Шолц      |       |
| Вера Зима       |       |